# CFO$
CFO$ es un dúo musical estadounidense compuesto por los músicos John Alicastro y Mike Lauri, quienes trabajaron para la WWE desde 2013 hasta 2019. Anteriormente eran acreditados bajo el nombre de Kromestatik.

## Carrera
El dúo CFO$ ha tenido el rol de manejar la mayoría de los temas producidos en la programación de la WWE, además de tener el trabajo de crear temas para las entradas al ring de sus luchadores, principalmente para el territorio en desarrollo, NXT. CFO$ ha asumido la responsabilidad de crear temas y canciones para todo el contenido de la promoción de lucha libre, ya que el anterior encargado de esta rama, Jim Johnston, pasó a formar parte de WWE Studios en donde se encarga de la banda sonora, dejando libre su puesto al grupo. CFO$ pasó a componer temas y canciones para la mayoría de las programaciones de WWE Network.

## Éxitos
Muchos de los temas y canciones compuestos por CFO$ han alcanzado los primeros puestos en las listas de los mejores temas en iTunes, como la canción "Phenomenal", el cual fue escrito para el luchador de la WWE, AJ Styles.

## Apariciones
CFO$ han hecho apariciones en el reality show Total Divas, en donde salieron para crear la canción de la luchadora Brie Bella, "Beautiful Life".